# Ampara Airport
Ampara Airport (engelska: Amparai Airport, SLAF Ampara, Sri Lanka Air Force Ampara) är en flygplats i Sri Lanka. Den ligger i den östra delen av landet, 200 km öster om huvudstaden Colombo. Ampara Airport ligger 50 meter över havet.
Terrängen runt Ampara Airport är platt åt sydost, men åt nordväst är den kuperad. Terrängen runt Ampara Airport sluttar österut. Runt Ampara Airport är det ganska tätbefolkat, med 149 invånare per kvadratkilometer. Närmaste större samhälle är Ampara, 7,6 km sydost om Ampara Airport. Omgivningarna runt Ampara Airport är huvudsakligen savann.